# شونسوکه موری (بازیکن فوتبال، زاده ۱۹۸۴)
شونسوکه موری (ژاپنی: 森 俊祐؛ زادهٔ ۲۹ آوریل ۱۹۸۴) یک بازیکن فوتبال اهل ژاپن است.
از باشگاه‌هایی که در آن بازی کرده‌است می‌توان به باشگاه فوتبال یوکوهاما، باشگاه فوتبال کاتالر تویاما و باشگاه فوتبال زویگن کانازاوا اشاره کرد.